# NGC 7175
NGC 7175 is een open sterrenhoop in het sterrenbeeld Zwaan. Het hemelobject werd op 25 september 1829 ontdekt door de Britse astronoom John Herschel.